# Stadler Variotram
Le Variotram (Variobahn) est un modèle de tramway articulé à plancher bas. Mis en service en 1993, le Variotram a été fabriqué successivement par ABB, Adtranz et Bombardier Transport, et depuis 2001 par Stadler Rail. En 2009, près de 254 rames ont été commandés avec 110 rames en option. Une rame coute environ 2,5 millions d'euros.

## Commercialisation
À la suite d'un accord avec le réseau, les 40 Variotram ont quitté le réseau d'Helsinki en 2018 et sont en attente de revente.
La société BoGeStra Bochum-Gelsenkirchener Straßenbahnen AG qui exploite le réseau de Bochum en Allemagne, a reçu en décembre 2022, les derniers Variotram de Stadler Rail (95). Ces trams sont d'une longueur de 30 mètres et sont de type modulaire, à cinq caisses reposant sur trois bogies, avec plancher surbaissé et cinq portes de chaque côté. Ils peuvent accueillir environ 180 personnes.
| Pays        | Ville        | Fabricant             | Année de construction         | Nombre   | Type                                           | Écartement mm | Longueur mm | Largeur mm | Alimentation électrique | Plancher bas  |
| ----------- | ------------ | --------------------- | ----------------------------- | -------- | ---------------------------------------------- | ------------- | ----------- | ---------- | ----------------------- | ------------- |
| Allemagne   | Chemnitz     | ABB Henschel/ Adtranz | 1993 1999-2000 1998-2000      | 24       | Unidirectionnel Unidirectionnel Bidirectionnel | 1 435         | 31,38       | 2,65       | 600                     | 100 %         |
| Allemagne   | Chemnitz     | Adtranz               | 2001                          | 6        | Bidirectionnel                                 | 1 435         | 31,38       | 2,65       | 600/750                 | 100 %         |
| Allemagne   | Heidelberg   | Bombardier            | 2002-2003 2009-2010           | 16       | Bidirectionnel                                 | 1 000         | 39,42       | 2,40       | 750                     | 70 %          |
| Allemagne   | Ludwigshafen | Bombardier            | 2003                          | 8        | Unidirectionnel                                | 1 000         | 30,53       | 2,40       | 750                     | 70 %          |
| Allemagne   | Mannheim     | Bombardier            | 2002-2003 2007 2010 2007      | 19       | Unidirectionnel Unidirectionnel Bidirectionnel | 1 000         | 42,78 30,53 | 2,40       | 750                     | 70 %          |
| Allemagne   | Mannheim     | Adtranz Bombardier    | 1996 2002 2006 2010 2012 -    | 45       | Bidirectionnel                                 | 1 000         | 32,20 30,53 | 2,50 2,40  | 750                     | 70 %          |
| Allemagne   | Duisburg     | Adtranz               | 1996                          | 1        | Bidirectionnel                                 | 1 435         |             | 2,3        |                         | 100 %         |
| Allemagne   | Bochum       | Stadler               | 2008-2011 2013-2015 2015-2017 | 30 15 42 | Bidirectionnel                                 | 1 000         | 29,62       | 2,30       | 600/750                 | 350 mm, 100 % |
| Allemagne   | Nüremberg    | Stadler               | 2007-2009                     | 8        | Unidirectionnel                                | 1 435         | 33,94       | 2,30       | 600                     | 350 mm, 100 % |
| Allemagne   | Munich       | Stadler               | 2008-2011                     | 14       | Unidirectionnel                                | 1 435         | 33,94       | 2,30       | 750                     | 100 %         |
| Allemagne   | Potsdam      | Stadler               | 2011 -                        | 14       | Unidirectionnel                                | 1 435         | 29,62       | 2,30       | 600                     | 350 mm, 100 % |
| Allemagne   | Mainz        | Stadler               | 2011 -                        | 9        | Unidirectionnel                                | 1 000         | 30,068      | 2,30       | 600                     | 350 mm, 100 % |
| Australie   | Sydney       | Adtranz               | 1997                          | 7        | Bidirectionnel                                 | 1 435         | 29          | 2,7        | 750                     | 300 mm, 100 % |
| Autriche    | Graz         | Stadler               | 2009-                         | 45       | Unidirectionnel                                | 1 435         | 27,468      | 2,30       | 600                     | 350 mm, 100 % |
| Finlande    | Helsinki     | Adtranz Transtech     | 1999-2003                     | 40       | Unidirectionnel                                | 1 000         | 24,4        | 2,3        | 600                     | 100 %         |
| Norvège     | Bergen       | Stadler               | 2009-2010 2017                | 12 8     | Bidirectionnel                                 | 1 435         | 32,18       | 2,65       | 750                     | 350 mm, 100 % |
| Royaume-Uni | Londres      | Stadler               | 2011 -                        | 6        | Bidirectionnel                                 | 1 435         | 32,37       | 2,65       | 750                     | 385 mm, 100 % |